# Axel Wilhelm Nordgren
Axel Wilhelm Nordgren   (Estocolm, 5 de desembre de 1828 - Düsseldorf, 12 de febrer de 1888) va ser un pintor paisatgista suec.

## Biografia

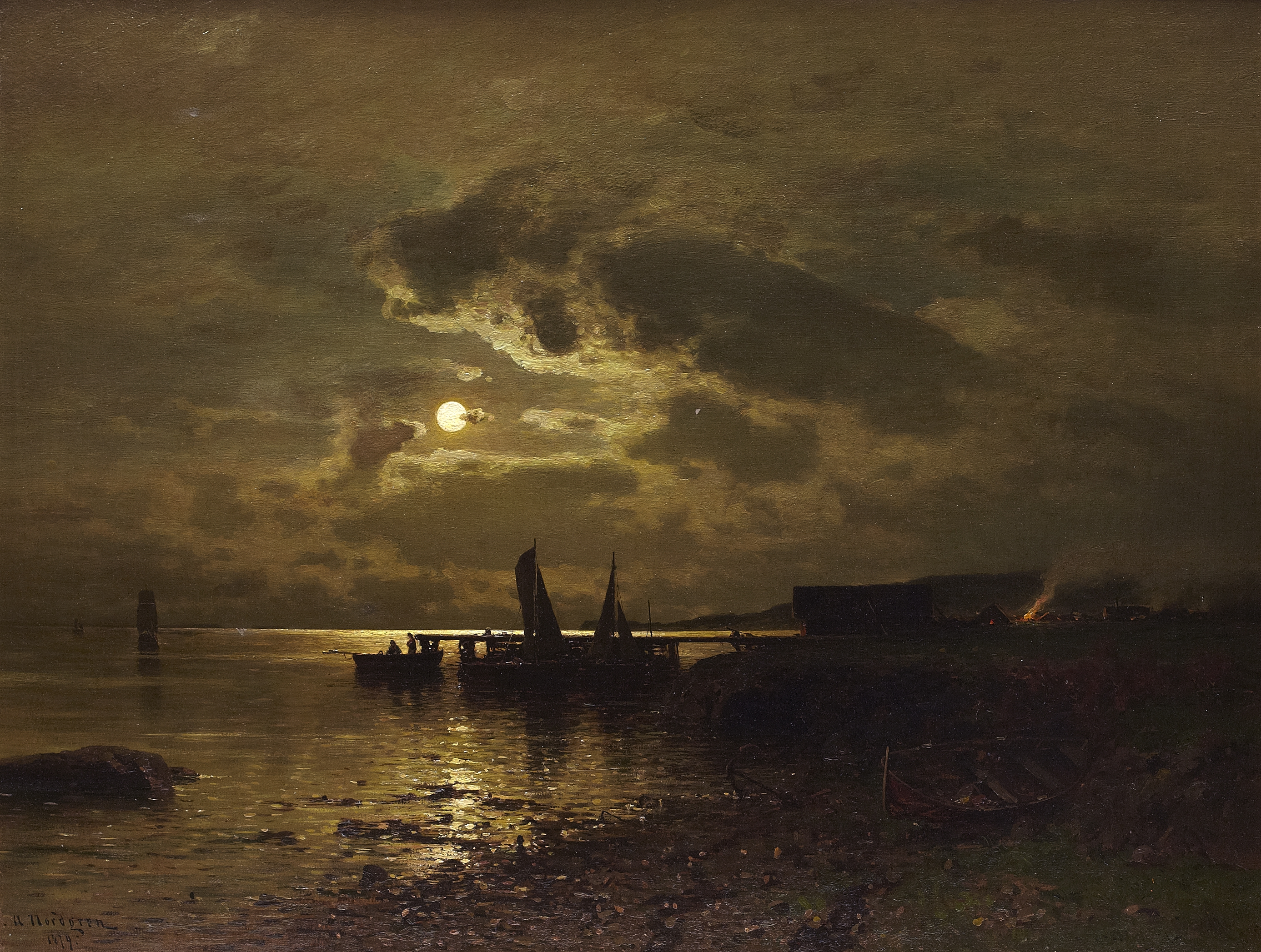
Poble de pescadors a la llum de la lluna

El seu pare, Carl Wilhelm Nordgren, era un retratista molt conegut del qual va prendre les seves primeres lliçons. Després de completar els seus cursos al Royal Institute of Art el 1845, va estar a la llista per fer-se estudiant complet a la Reial Acadèmia Sueca de Belles Arts, però, per motius desconeguts, no va assistir. El 1849 va presentar alguns paisatges en una exposició de l'Acadèmia. Les obres més afavorides eren d'artistes noruecs formats a Düsseldorf. Aquest va ser l'inici d'una tendència per als artistes suecs d'estudiar-hi també. El 1851, ell i Morten Müller van poder anar-hi per continuar els seus estudis, a costa del príncep hereu (posteriorment rei) Carles XV. El seu principal instructor va ser el seu company, Hans Gude, a qui havia conegut a l'exposició de 1849. També va ser influenciat pel professor de Gude, Andreas Achenbach, que li va ensenyar a fer estudis de detall acurats de la natura abans de pintar.

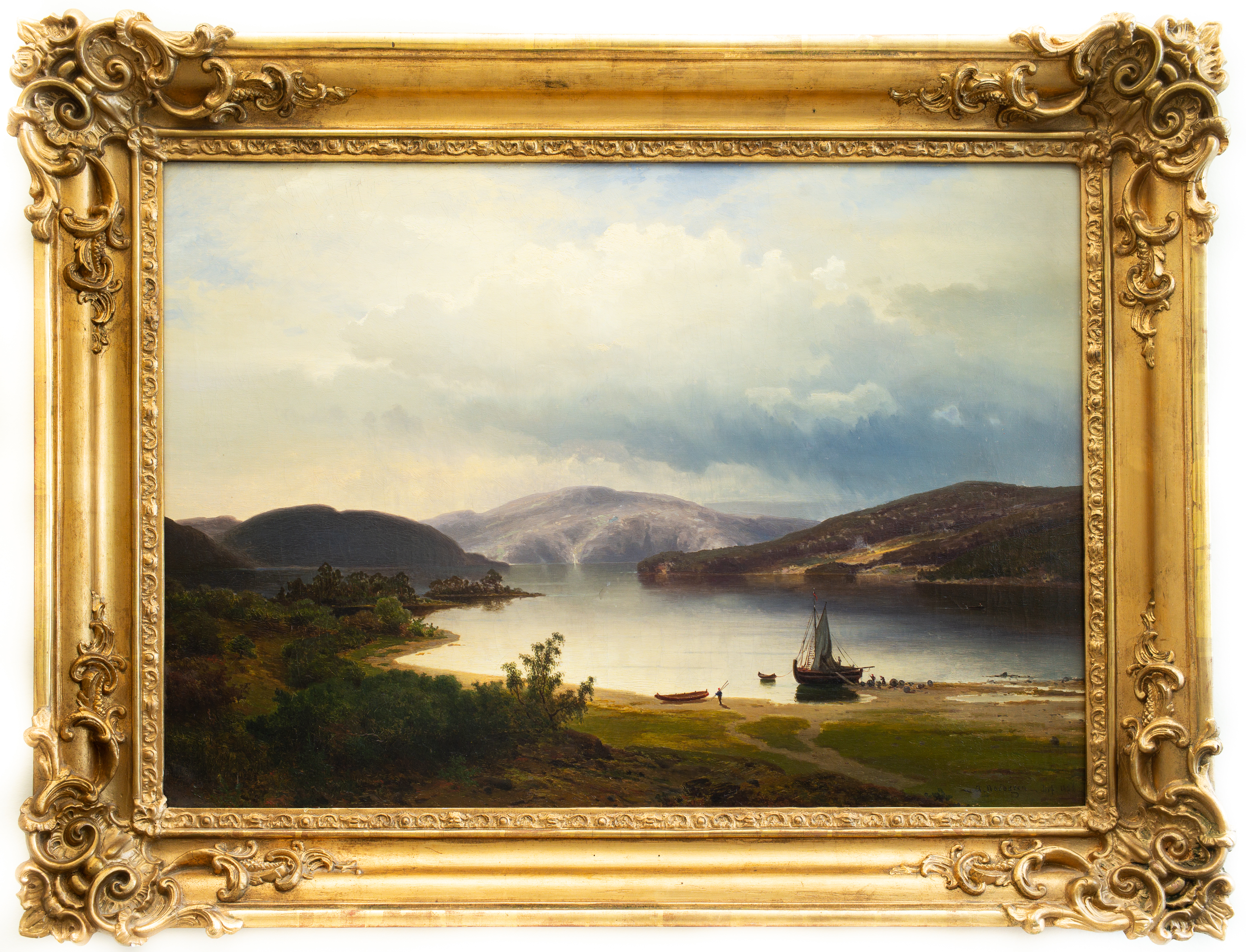
Sortida als fiords 1858

Tot i que finalment va decidir fer de Düsseldorf la seva llar, va fer viatges d'estudis periòdics a Suècia ia Noruega, sovint en companyia de Gude o Müller. El 1857 es va casar amb Anna Mariane Natalie Lochen (1832-1921), filla d'un comerciant noruec. Molts dels seus viatges d'estudi es van fer amb el seu col·lega, Gustaf Rydberg, que el va ajudar a descobrir noves àrees per a la pintura. Sovint va treballar en plein aire, a l'estil francès, però no va quedar impressionat per l'escola de Barbizon.
Va rebre nombroses medalles a les exposicions, tot i que el consens de la crítica sembla haver estat que les seves obres estaven "seques". Va preferir pintar escenes amb costes, penya-segats, estats d'ànim hivernals i llum de lluna. Moltes de les seves obres presentaven zones aspres i àrids. Va ser considerat com el principal practicant de l'escola de Düsseldorf a Suècia. A la Dècada de 1870, quan aquella escola va esdevenir objecte de crítiques dures, fins i tot devastadores, va rebutjar aquestes crítiques com una molèstia pública (en una carta a Johan Christoffer Boklund).
Durant la Llarga Depressió, que va afectar especialment Alemanya, es va trobar amb dificultats financeres. De cartes que va intercanviar amb Julius Weidig, un mestre sastre que també era un pintor aficionat, sembla que intercanviava quadres per roba. En una altra carta a Boklund, es descriu a si mateix com a plagat per l'enyorança permanent.
L'any 1883 va tenir un ictus, que va impedir més viatges a l'estranger. No obstant això, encara va poder pintar i va continuar exposant a Estocolm fins a la seva mort. Les seves obres es poden veure al Nationalmuseum i al Göteborgs konstmuseum).